# Lincity
Lincity è un videogioco gestionale per personal computer open source, ispirato, ma con differenze radicali, a SimCity (del 1989). Esso venne creato all'origine solamente per Linux e per sistemi Unix-like, ma ora è eseguibile anche su Microsoft Windows, BeOS, e OS/2.
L'ultima versione stabile risale al 13 agosto 2004, mentre tutte le modifiche successive al 1999 sono considerate minori.

## Modalità di gioco
Il gioco ha una grafica complessa, in 2D, con visuale dall'alto. In Lincity il giocatore prende il controllo della gestione di ogni aspetto dell'economia di una città. Una varietà di edifici possono essere costruiti.
Tutte le strutture necessitano di soldi per essere costruite, ma poche possono essere pagate a rate senza danneggiare le casse della città per colpa degli interessi. La costruzione di case permette di creare lavoro nei vicini negozi, e il lavoro necessita di vie di trasporto (tramite strade o ferrovie).
I lavori necessitano di strutture dove immagazzinare i materiali. Altre strutture complesse permettono di svolgere una varietà di compiti o possono produrre più di un prodotto. Alcune strutture necessitano sempre di elettricità, che, al contrario delle altre comodità del gioco, viene trasmessa attraverso linee elettriche.
Alcune strutture possono incrementare il livello tecnologico della città. Quando il livello tecnologico sale si possono costruire palazzi più avanzati. Quando la città è sufficientemente avanzata, verrà avviato un programma spaziale che può essere usato eventualmente per evacuare la città e vincere il gioco.

## Caratteristiche tecniche
Usa le SVGALib o X11 come interfaccia grafica API su sistemi Unix, con cambiamenti nelle varie piattaforme diverse da Unix.

## Lincity-NG

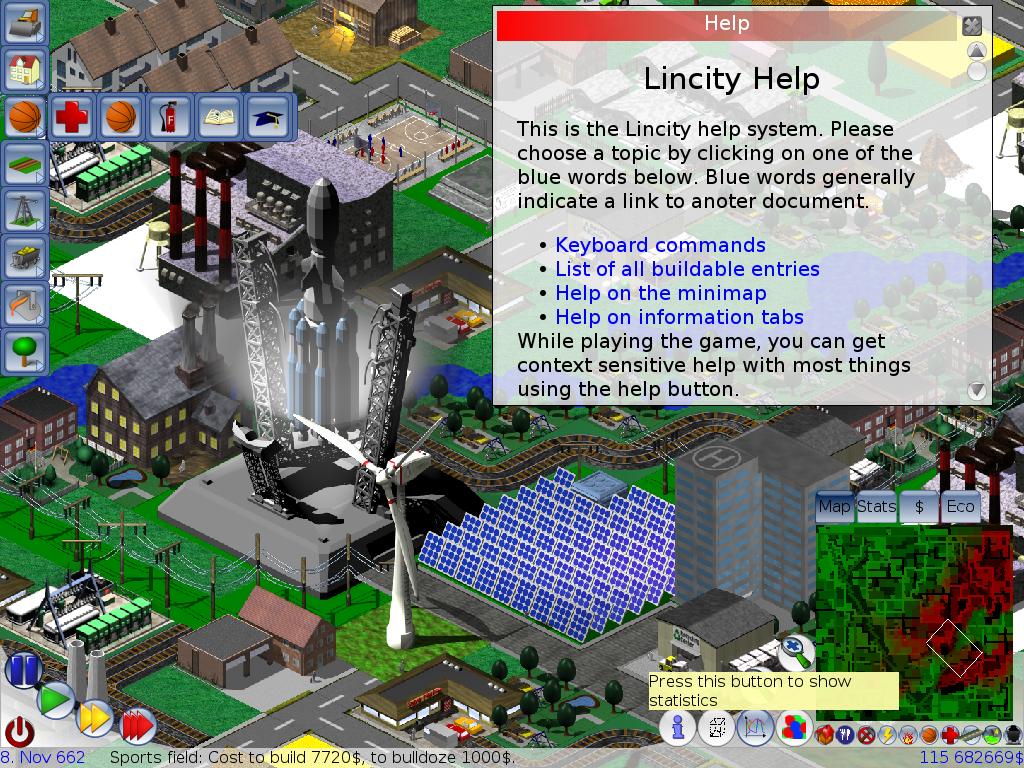
Lincity-NG.

Esiste un fork del gioco, Lincity-NG, che usa le SDL e OpenGL, e una grafica 3D isometrica, simile a SimCity 3000. Fino alla versione 1.1.2 essa è compatibile con i salvataggi di Lincity.
Lincity-NG dalla versione 2, pubblicata il 25 gennaio 2009, aggiunge alla simulazione la gestione delle acque e una, molto semplice, dell'ecologia.
Il fork gira su Linux come piattaforma principale e supporta Windows, macOS, BeOS, e gli altri sistemi Unix.
Il binario Windows più i file di gioco di Lincity-NG è circa 40 MB, in confronto ai 800 KB dell'originale Lincity, diverso principalmente per grafica e suono.